# غاري لابير
غاري لابير (بالإنجليزية: Gary LaPierre)‏‏ (أبريل 1942 - 4 فبراير 2019 ) صحفي من الولايات المتحدة.